# Svante Kettner
Johan Bertil Svante Kettner, född 28 april 1962 i Uppsala, är en svensk regissör, TV-producent, manusförfattare och skådespelare. Han var bland annat regissör för TV-serierna Bert och Cleo samt producent för TV-serierna Partaj och Bäst i Test, vilka blivit tilldelade det svenska TV-priset Kristallen ett flertal gånger.

## Filmografi

### Regissör
- 1991 – Rocktåget 1991 (TV-dokumentär)
- 1994 – Bert (TV-serie)
- 1995 – The Båttom Is Nådd (TV-serie)

- 1997 – OP7 (TV-serie)
- 2002 – Cleo (TV-serie)

### Producent
- 1992 – Här är ditt kylskåp (TV-serie)

- 1994 – Aha, sa Mark! (TV-serie)
- 1996 – Frida, mitt i livet (TV-dokumentär)
- 1998 – Kväll i Kungariket (TV-serie)
- 2008 – Humorgalan (Välgörenhetsgala)
- 2011 – SVT:s Julvärd 2011 (Kalle Moraeus)
- 2012 – Här är ditt kylskåp (TV-serie)
- 2014 – SVT:s Julvärd 2014 (Henrik Dorsin)

- 2015 – Partaj (TV-serie)
- 2016 – Jävla klåpare (TV-serie)

- 2017, 2018, 2019, 2020 - Bäst i test (TV-serie)

### Manus
- 1995 – Radioskugga (TV-serie)

- 2002 – Sune och hans värld (Animerad TV-serie)

### Skådespelare
- 1984 – Fjodor (TV-serie)
- 1988 – Disney Julegave 1988 (Julkalender TV3)
- 1994 – Bert (TV-serie)
- 1995 – Bert – den siste oskulden